# Колудрє
Колудрє (словен. Koludrje) — поселення в общині Севниця, Споднєпосавський регіон, Словенія. Висота над рівнем моря: 326,5 м.